# Bienvenue en Géozarbie !
 (novembre 2024).
Bienvenue en Géozarbie ! est une série documentaire créée et réalisée par Olivier Marchon. Produite par Gédéon Programmes et diffusée sur la plateforme Arte.tv la série est disponible en version originale française et en version originale allemande. Bienvenue en Géozarbie ! est aussi disponible sur la plateforme YouTube. Deux saisons de dix épisodes ont été produites.
La série est une adaptation du livre Le Mont Blanc n’est pas en France ! Et autres bizarreries géographiques, paru aux Éditions du Seuil en 2013, et écrit par le même auteur.
Bienvenue en Géozarbie ! est une série qui présente des bizarreries géographiques comme les enclaves, les zones disputées, ou les territoires à statut particulier. Elle puise dans l'Histoire pour comprendre comment ces bizarreries géographiques sont nées.
 (août 2025).
Si vous disposez d'ouvrages ou d'articles de référence ou si vous connaissez des sites web de qualité traitant du thème abordé ici, merci de compléter l'article en donnant les références utiles à sa vérifiabilité et en les liant à la section « Notes et références ».
Bienvenue en Géozarbie ! a bénéficié d'un succès médiatique relativement important en France,,,. Sa première saison comptabilisait ainsi en octobre 2024 près de 4,7 millions de vues sur Youtube (toutes versions confondues)

## Première saison (diffusée à partir du 22 mai 2022)
1. Mont Blanc - Dispute au sommet (10’25)
2. Îles Spratleys - Jeu de go sur l’eau (10’08)
3. Kowloon Walled City - La Cité de la pègre (10’27)
4. Bermeja - Une ile paumée (10’01)
5. Sercq - Main basse sur l’archipel (10’20)
6. Baerle - Trafics au village (10’14)
7. Llívia - Guerre sur un plateau (10’10)
8. Mont Athos - Bataille au monastère (10’07)
9. Sovereign Base Areas - Des divisions sur l’île (10’18)
10. Camp Zeist - Tribunal en exil (10’31)

## Deuxième saison (diffusée à partir du 24 septembre 2024)
1. Domaine national français en Terre sainte - Sous haute protection (10’48)
2. Steinstücken - Pas complètement à l’ouest (10’35)
3. Cooch Behar - Jeu de cartes au Bengale (10’24)
4. Principauté d’Arbézie - Une frontière en chocolat (10’33)
5. Birobidjan - Jérusalem au pays des soviets (10’45)
6. Vennbahn - Une ligne à tenir (10’16)
7. Moresnet neutre  - Amitié sur le zinc (10’39)
8. Rockall - Bisbille sous roche (10’41)
9. Madha Nahwa - Un plan qui tombe à l’eau (10’07)
10. Martin Garcia & Timoteo Dominguez - Une île pour deux (10’'39)